# Resolution 2703 des UN-Sicherheitsrates
Die Resolution 2703 des UN-Sicherheitsrates der Vereinten Nationen wurde am 30. Oktober 2023 angenommen. Gemäß dieser Resolution stimmte der Sicherheitsrat für eine Verlängerung des Mandats der Mission des Nations Unies pour l’organisation d’un référendum au Sahara occidental in der Westsahara bis zum 31. Oktober 2024.
Dreizehn Mitglieder des Rates stimmten dafür, während Mosambik und Russland sich der Stimme enthielten.